# Adília Lopes
Adília Lopes, pseudónimo literário de Maria José da Silva Viana Fidalgo de Oliveira, (Lisboa, 20 de abril de 1960 − Lisboa, 30 de dezembro de 2024) foi uma poetisa, cronista e tradutora portuguesa.

## Biografia
Filha de uma bióloga assistente de Botânica na Faculdade de Ciências da Universidade de Lisboa e de um professor do ensino secundário, Adília Lopes estudou na licenciatura de Física da Universidade de Lisboa, curso que abandonou, quase no final, devido a uma psicose esquizo-afectiva, doença da qual sempre falou abertamente, fosse na sua poesia, crónicas, conferências ou entrevistas a meios de comunicação social. Deixou de estudar por conselho médico e começou a escrever com o intuito de publicar.
Concorre em 1983 a um Prémio de Prosa da Associação Portuguesa de Escritores, para o qual um amigo lhe sugere o pseudónimo por que ficará conhecida, e envia poemas para a editora Assírio & Alvim, que remete dois deles para o seu Anuário de Poetas não Publicados de 1984. Começa uma nova licenciatura, de Literatura e Linguística Portuguesa e Francesa (1983-1988), na Faculdade de Letras da Universidade de Lisboa, e publica o seu primeiro livro de poemas em edição de autor, Um jogo bastante perigoso (1985).
Ao longo do curso, Adília Lopes publicou outros quatro livros de poesia, entre os quais O Poeta de Pondichéry (1986) – a sua obra mais traduzida, baseada numa enigmática personagem de Jacques le fataliste, romance de Diderot – e O decote da dama de espadas (1988), reunião de poemas redigidos entre 1983 e 1987, louvado por vários críticos. Terminada a licenciatura, foi bolseira do Instituto Nacional de Investigação Científica (1989-1992), tendo trabalhado no Centro de Linguística da Universidade de Lisboa, no projeto de antroponímia de países de línguas românicas PatRom.
Não escreveu no período de 1987 a 1991 e, de certa forma, inicia nesse ano um novo ciclo, novamente em edição de autor, com Os 5 Livros de Versos Salvaram o Tio, 250 exemplares para distribuição gratuita.
Entre 1992 e 1997 faz publicar cinco livros de poesia, um dos quais em prosa (A bela acordada), e especializa-se em Ciências Documentais (1995) na Faculdade de Letras de Lisboa. Trabalhou nos espólios de Fernando Pessoa, Vitorino Nemésio e José Blanc de Portugal, este último padrinho de crisma da autora.
Trabalhou para o teatro em 1999, tendo a companhia de teatro Sensurround, de Lúcia Sigalho, interpretado um espectáculo baseado em textos seus intitulado A Birra da Viva.
No ano seguinte, foi publicado Obra, reunião dos quinze livros de poesia de Adília Lopes, com ilustrações de Paula Rego. A pintora, surpreendida, havia encontrado nos poemas um impressionante paralelo com o seu próprio imaginário: «fizeram-me logo lembrar a minha juventude, com as criadas, as bonecas, as mães ultraprotectoras. Adília Lopes é de um grande romantismo e ao mesmo tempo de um grotesco e de um cómico transbordantes.» Em resposta à cortesia, Adília traduziu para português Nursery Rhymes (Rimas de Berço), um álbum de gravuras de Paula Rego baseadas nas clássicas rimas infantis inglesas.
Após a publicação de Obra, Adília Lopes conheceu um relativo sucesso mediático, tendo participado em vários programas de televisão e recebido uma reforçada atenção de muitos críticos literários, embora desde 1998 já incluísse nos seus livros posfácios da autoria de académicos (Osvaldo M. Silvestre, Américo Lindeza Diogo, Manuel Sumares, aos quais se seguiram Elfriede Engelmayer e Valter Hugo Mãe). É frequentemente inquirida sobre Adília Lopes ser uma personagem ou a própria Maria José.
As principais influências literárias assumidas por Adília Lopes são Sophia de Mello Breyner Andresen e Ruy Belo, mas também a Condessa de Ségur, Emily Brontë, Enid Blyton, Roland Barthes ou Nuno Bragança.
O estilo da poetisa, aparentemente coloquial e naïf, está repleto de jogos fonéticos, associações livres, rimas infantis e idiomas estrangeiros. Os temas do quotidiano, principalmente femininos e domésticos, são tratados com humor e auto-ironia, candura e crueza, inteligência e intencionalidade: «há sempre uma grande carga de violência, de dor, de seriedade e de santidade naquilo que escrevo». É Adília, católica praticante que por vezes transporta uma profunda religiosidade para o que escreve, que se define a si própria como «tímida desenrascada» ou «freira poetisa barroca».
Colaborou com poemas, artigos ou poemas traduzidos, em diversos jornais e revistas, nacionais e estrangeiros.
Morreu a 30 de Dezembro de 2024, no Hospital de São José, Lisboa, onde estava internada.

## Reconhecimento
Foi homenageada pela Companhia Nacional de Bailado, em 2016. 
Em 2023, foi lançado o Prémio Literário Adília Lopes, no Colóquio ‘Ir à escola com a Adília’, que decorreu na Biblioteca Nacional de Portugal.
Aquando da sua morte, a Ministra da Cultura Dalila Rodrigues, emitiu uma nota de pesar, e o Presidente da República Marcelo Rebelo de Sousa, homenageou-a no site da Presidência da República.